# Christof Dienz
Christof Dienz (* 1968 in Innsbruck) ist ein österreichischer Musiker und Komponist.

## Leben
Nach einem Besuch des Musikgymnasiums Innsbruck studierte Christof Dienz ab 1991 bei Milan Turković an der Universität für Musik und darstellende Kunst Wien Fagott und schloss das Konzertfachstudium 1999 mit Auszeichnung ab. 1992 gründete er Die Knödel, ein Ensemble, das bis 2000 bestand und für das er auch komponierte. Von 1997 bis 2000 wirkte er als Fagottist im Bühnenorchester der Wiener Staatsoper mit. Seit 2000 ist er als freiberuflicher Komponist und Musiker tätig; zunehmend tritt neben das Fagott die Zither.
2005 war er Composer in residence beim Komponistenforum Mittersill. Das Album Dienz Zithered wurde 2005 mit dem Ö1 Pasticcio-Preis der Sendung Pasticcio ausgezeichnet. Im Jahr 2006 war er für den FM4 Award, der im Rahmen des Amadeus Austrian Music Award verliehen wird, nominiert. 2007 erhielt er den Förderpreis der Stadt Wien. Im Jahr 2010 wurde er beim Kunstpreis der Stadt Innsbruck mit je einem ersten Preis in den Kategorien Instrumentalwerke sowie Vokalwerke ausgezeichnet. 2012 war er mit der Jazz Bigband Graz auf der Zither auf deren Album Urban Folktales zu hören.

## Diskografie
Alben
- 2005: Dienz Zithered (Hoanzl)

Kompositionen
- 1987: Duo für 2 Fagotte (Konservatorium der Stadt Innsbruck)
- 1989: Funky Heinzei für Fagott-Quartett (Konservatorium der Stadt Innsbruck)
- 1999: Popm… für Flöte, Gitarre (K.H. Schütz, M.Öttl, Klangspuren Schwaz)
- 2000: Zgoing tanz für Violine solo (E. Kovacic, Klangspuren Schwaz)
- 2001: Hatschen, Bratschen, Luftballon für 2 Violen, Luftballon (Plaichinger, Ackermann, Schiske, Klanggestalten Wien)
- 2001: Kaufhausmusik für 3 Holzbläser (Tripletounge Vienna Musikverein Wien)
- 2002: Quentin für Flöte, Klarinette, Violine, Violoncello, Klavier (Vienna Five)
- 2002: Felder für Zither und Loopgenerator (G. Glasl Klangspuren Schwaz)
- 2003: Wandern mit Eugene für 2 Gitarren (M.+M. Öttl, Radiokulturhaus Tirol)
- 2003: Im Inneren des Orgon-Akkumulators für 4 Schlagwerker (the next Step, Klangspuren Schwaz)
- 2004: Concertino Piccolississimo für Fagott und Klavier (B. Loewe)
- 2005: 8 Polaroids für 3 Holzbläser (Tripletounge Vienna, Musikverein Wien)
- 2006: Der Tod und die Mädchen für Streichquartett (Osterhasi-Streichquartett, Prima la Musica)
- 2006: Different Truth 2 für CD und improvisierendes Ensemble (Ensemble Integrales, Komponistenforum Mittersill)
- 2007: Amplifly für Altsaxophon, Violine, Kontrabass, Klavier, Schlagwerk und Klinkenkabel über einen Gitarren-Verstärker (Ensemble Integrales, Staatsoper Hamburg)
- 2008: Hey Driver, Cool Down the H’s für zwei Bassklarinetten (stump-linshalm, alte Schmiede Wien)
- 2008: Wald Hallt für Zither und Streichquartett (Koehnequartett + Dienz, Wean Hean, Wien)
- 2009: Juschroa für Streichtrio (Trio Broz, Tiroler Festspiele)
- 2010: Stubenmusik für Hackbrett, Zither, Harfe, Gitarre, Kontrabass, Holz, Stein und Wasser (Quadrat:sch Extended featuring Zeena Parkins, Klangspuren Schwaz)
- 2012: Jittering Ballad für Kontrabass/Bassflöte und Gitarre (True Lopster, Alte Schmiede, Wien)
- 2014: Kleines Stück für Kontrabass solo (Alexandra Dienz, Jeunesse Cinello, Wien)
- 2014: Bass Surface für Kontrabass solo und 2 Spieler (Manu Mayr, Lukas König, fmRiese, Wattens, Tirol)
- 2014: Airlines für Brassquintett (Sonus Brass, Vorarlberg Museum, Bregenz)

Theatermusik
- 2024: Die Puppe - ein Operoid (sirene Operntheater Wien, R.: Kristine Tornquist, musikalische Leitung: François-Pierre Descamps)[3]
- 2016: Soma – Hospitaltrilogie (sirene Operntheater Wien, R.: Kristine Tornquist, musikalische Leitung: François-Pierre Descamps)[4]
- 2012: Der Sturm von William Shakespeare (Stadttheater Klagenfurt, R.: Cornelia Rainer, musikalische Leitung: Christof Dienz)
- 2010: Hens & Forks (Bolzano Danza, Regie: Veronika Riz, Musik: Christof Dienz, Bozen)
- 2009: Das Gespräch der Hunde (sirene Operntheater Wien, R.: Kristine Tornquist, musikalische Leitung: François-Pierre Descamps)[5]
- 2007: Fliegt alles auf – ein Tanztheater von Veronika Riz Musik: Christof Dienz (Bolzano Danza)
- 2006: Der 40er-Sorry That I’m Late (R: A. Patton/Pathos Transporttheater/München/)
- 2006: Abendfüllend (R: F. Lion/Transittheater/Wien/)
- 2006: Der Weg zum Ödensee (R: T. Hinterberger/Hörtheater im Stifterhaus/Linz/)
- 2004: Die vertauschten Köpfe (sirene Operntheater Wien und Tiroler Landestheater Innsbruck Innsbruck, R.: Kristine Tornquist, musikalische Leitung: Dorian Keilhack)[6]